# Liste der Baudenkmale in Moraas
In der Liste der Baudenkmale in Moraas sind alle Baudenkmale der Gemeinde Moraas (Landkreis Ludwigslust-Parchim) und ihrer Ortsteile aufgelistet (Stand: Januar 2021).

## Moraas
| ID | Lage                        | Bezeichnung                           | Beschreibung | Bild     |
| -- | --------------------------- | ------------------------------------- | ------------ | -------- |
|    | Am Anger 2 (Karte)          | Wohnhaus                              |              | Wohnhaus |
|    | Am Anger 4 (Karte)          | Wohnhaus                              |              |          |
|    | Am Anger 6 (Karte)          | Hallenhaus                            |              |          |
|    | (Karte)                     | Kriegerdenkmal 1914/1918              |              |          |
|    | Hauptstraße 7 (Karte)       | Wohnhaus                              |              |          |
|    | Kuhstorfer Straße 2 (Karte) | Hallenhaus, Wohnhaus und Wagenschauer |              |          |
|    | Kuhstorfer Straße 7 (Karte) | Hallenhaus                            |              |          |
|    | Hauptstraße 21 (Karte)      | Wohnhaus                              |              |          |

## Quelle
- Denkmallisten des Landkreises Ludwigslust-Parchim (Stand: September 2021)

- Karte mit allen Koordinaten:
- OSM |
- WikiMap